# 遊星からの物体X
『遊星からの物体X』（ゆうせいからのぶったいエックス、原題: The Thing）は、1982年のアメリカ合衆国のSFホラー映画。ジョン・カーペンター監督、ターマン・フォスター・プロ製作。SFX担当は当時22歳のロブ・ボッティンで、同監督の『ザ・フォッグ』（1979年）に続いての登板となる。出演はカート・ラッセルとA・ウィルフォード・ブリムリーら。1951年の映画『遊星よりの物体X』に続く、ジョン・W・キャンベルの短編SF小説『影が行く』の2度目の映画化で、南極基地に現れた地球外生命体の怪物とそれに立ち向かう隊員達を描いている。
スティーヴン・ジェイ・シュナイダーの『死ぬまでに観たい映画1001本』に掲載されている。
2018年10月にはデジタル・リマスター版が国内で劇場公開された。

## ストーリー
約10万年前、宇宙から飛来した円盤が地球に引き寄せられ、大気圏で炎に包まれながら南極へと落下した。
1982年、冬の南極大陸。ノルウェー観測隊のヘリが雪原を駆ける1匹のハスキー犬を追って、全12名の隊員がいるアメリカ南極観測隊第4基地へ現れた。銃や焼夷手榴弾を使い執拗に犬を狙うが失敗し、手違いからヘリは爆発。一人生き残ったノルウェー隊員はなおも逃げる犬を殺そうと銃撃を続ける。その際に基地の隊員が一人負傷したため、隊長のギャリーが拳銃でそのノルウェー隊員を射殺した。
ノルウェー隊に一体何があったのか真相を究明するべく、ノルウェー隊の観測基地へ向かったヘリ操縦士のマクレディらが見つけたものは、焼け落ちた建物、自らの喉を切り裂いた隊員の死体、何かを取り出したと思しき氷塊、そして異様に変形し固まったおぞましい焼死体だった。一行は調査のため、残されていた記録フィルムと焼死体を持ち帰る。
生き延びた犬は基地内を徘徊していたため、夜になると犬小屋に入れられた。その途端犬は変形し、グロテスクな姿の「生きもの」となり、他の犬たちを襲い始めたが、鳴き声を聞いて駆けつけたマクレディらにより火炎放射器で焼かれ撃退される。
ノルウェー隊の記録フィルムに映し出されたのは、雪原の巨大なクレーターと、約10万年前のものと推測される氷の層にある巨大な構造物を調査している場面だった。やがて持ち帰った焼死体が動きだし、蘇った「生きもの」が隊員の一人を襲ってその姿に成り代わった。結局その「生きもの」は、隊員たちの手で他の「生きもの」の死骸と共に外で焼却処分された。
調査の結果、「生きもの」は取り込んだ生物に同化・擬態して更に増殖することが可能で、コンピュータの試算により、もし人類の文明社会にそれが辿り着くと、およそ2万7000時間、約3年で全人類が同化されることが判明する。それを知った主任生物学者のブレアが誰も基地の外へ出られないようにするため無線機やヘリ等を破壊、残った犬も殺してしまい、基地は完全に孤立する。その状況下で隊員たちは誰が「生きもの」に同化されているか判断出来なくなり、疑心暗鬼に陥っていく。

## キャスト
※括弧内は日本語吹替（二名記載の場合はフジテレビ版／Netflix追加録音の順）
- R・J・マクレディ（英語版） - カート・ラッセル（声：津嘉山正種）： ヘリ操縦士。酒好き。
- ブレア - A・ウィルフォード・ブリムリー（声：富田耕生）： 主任生物学者。生命体の正体にいち早く気付く。しかし錯乱にてヘリや通信設備を破壊してしまい、小屋に監禁されてしまう。
- ギャリー - ドナルド・モファット（声：柳生博／牛山茂）： 観測隊隊長。血液保存庫の鍵を持っていたことから疑われる。
- ドクター・コッパー - リチャード・ダイサート（声：宮川洋一／山田浩貴）： 医師
- チャイルズ - キース・デイヴィッド（声：屋良有作）： 機械技師
- パーマー - デヴィッド・クレノン（声：仲木隆司）： 第2ヘリ操縦士、機械技師。周囲から変人扱いされている。
- ヴァンス・ノリス - チャールズ・ハラハン（声：細井重之／多田野曜平）： 地球物理学者
- ジョージ・ベニングス - ピーター・マローニー（英語版）（声：寺島幹夫）： 気象学者
- フュークス - ジョエル・ポリス（英語版）（声：納谷悟朗[4]／多田野曜平[5]）： 生物学助手
- ノールス - T・K・カーター（英語版）（声：野島昭生）： 調理係。ローラースケートで基地を動き回る。
- クラーク - リチャード・メイサー（声：藤城裕士）： 犬飼育係
- ウィンドウズ - トーマス・G・ウェイツ（声：池田秀一）： 無線通信技師
- ノルウェー隊員（ヘリ操縦士）[6]（マティアス[7]）- ノルベルト・ヴァイサー（英語版）
- ライフルを持ったノルウェー隊員（ラース[7]／ヤンス・ボレン[8]）- ラリー・J・フランコ（声：宮川洋一）
- ノルウェー隊の犬（チャーノーク[9]）- ジェド（英語版）〈クレジットなし〉
- コンピュータ音声 - エイドリアン・バーボー〈クレジットなし〉（声：吉田恵美子）

日本語吹替 - 初回放送1985年11月30日 フジテレビ『ゴールデン洋画劇場』 21:02 - 22:54
- 2017年11月8日に発売されたユニバーサル思い出の復刻版DVD・BDに収録。DVDに収録されている吹替はリピート放送のもので、吹替が初回放送より約2分カットされているがBDでは補完されている。
- 2018年11月29日にNetflixで、放送時にカットされた部分を追加録音したものが配信された。その際、津嘉山正種と富田耕生以外の声優が担当していた箇所は別の声優が代役を務めている。
- 2021年11月10日発売の遊星からの物体X（日本語吹替完全版）4K Ultra HD+ブルーレイにはUltra HD Blu-rayのみにNetflix配信版から欠落箇所を再度補完、修正した日本語吹替完全版を収録。ブルーレイでは該当箇所は原語音声+日本語字幕となる。

## スタッフ
- 製作総指揮 - ウィルバー・スターク
- 製作 - デイヴィッド・フォスター、ローレンス・ターマン、スチュアート・コーエン
- 監督 - ジョン・カーペンター
- 脚本 - ビル・ランカスター
- 原作 - ジョン・W・キャンベル Jr.（『影が行く』早川書房刊）
- 撮影 - ディーン・カンディ
- 音楽 - エンニオ・モリコーネ
- 特撮 - アルバート・J・ウィットロック、ロイ・アーボガスト、リロイ・ルートリー、ミッチェル・A・クリフォード
- メイクアップ - ロブ・ボッティン
- 追加モンスター（ドッグモンスター）製作 - スタン・ウィンストン
- 日本語字幕 - 金田文夫[10]

### 日本語吹替版スタッフ
- 演出 - 岡本知（Netflix追加録音 - 吉田啓介）
- 翻訳 - 鈴木導
- 調整 - 高橋久義
- 効果 - PAG
- 解説 - 高島忠夫
- 製作 - グロービジョン
- 配給 - 日本MCA

## 作品解説

### 侵略SFの新古典
1951年の映画『遊星よりの物体X』のリメイクというよりも、原作となった短編小説『影が行く』の忠実な映像化となっている。「通信機能が麻痺してしまった南極越冬基地」という閉鎖空間において、「誰が人間ではないのか、自分が獲り込まれたのかすらも分からない緊迫した状況下における、隊員達の心理状態と、難局を打開しようとする姿」を描き、最後まで明快な結末は見えない。原作と大きく異なる部分は「『物体』の形状」「登場人数」「『物体』を退治する方法」などである。また、映画では地球外生物の同化する様子、増殖し擬態する生態をSF的理論の範囲内でまとめ、説明も行っている。

### 製作の経緯
1975年、ユニバーサル映画のスチュアート・コーエンが友人のカーペンターに『遊星よりの物体X』のリメイク企画を打診。1979年に公開されたSFホラー『エイリアン』のヒットによって企画にゴーサインが出たものの、脚本は難航した。1981年初頭、プロダクションアート担当のデイル・キュイパース（『おかしなおかしな石器人』）がクリーチャーデザインを進める途中で事故に遭い離脱、後を引き継いだロブ・ボッティンがデザインを大幅に変更した。撮影は同年8月頃から行われたが、特殊効果の作業は本編終了後も続き、それは1982年4月にまで及んだ。

### 特撮
細胞単位で生存し、あらゆる生物を同化する「物体」の姿を、ありふれたモンスター的なデザインとはせず、地球上の様々な生物やその一部の形状を混ぜ合わせた形容しがたいグロテスクなものにまとめ、CGによるVFXが全盛の現在においても全く見劣りしないリアリティーを与えたボッティンの造形は、後のSFXやクリーチャーデザインに多大な影響を与えた（DVDには特典映像として、キュイパースによる「モンスター的な宇宙生物のデザイン」が収録されている）。
小屋の中で「物体」に変容する犬は1982年初頭までデザインも決まっておらず、時間的な都合からスタン・ウィンストンの率いるチームによって製作された。

### カットされたシーン
終盤に床板を突き破って出現する「物体」は、当初ストップモーション・アニメで撮影されていたが、カーペンターの納得が行くものが作れず、アニマトロニクスで作り直された結果、断片的な採用となった。暗闇に消えたノールスについては、巨大化したブレアに吸収される様子が絵コンテで残っており、当初の構想を伝えている。なお、どちらもDVDに映像特典として収録。

### ラスト
ラストシークエンスには息をしていないように見える人物が登場し、「物体」に同化されたことを示す演出だという説が出たが、カーペンターはこれを「照明の加減で息が見えにくかっただけ」と否定している。物語の中盤で、ベニングスに同化した「物体」が戸外で他の隊員たちに取り囲まれた場面では、白い息が目視で確認できる。

## 評価
レビュー・アグリゲーターのRotten Tomatoesでは76件のレビューで支持率は83%、平均点は7.40/10となった。Metacriticでは13件のレビューを基に加重平均値が57/100となった。

## ゲームの発売
本作の続編として、2003年にアメリカ合衆国のBLACK社からPC及びPS2用ソフト『遊星からの物体X episodeII』が発売された。日本語版はコナミ社が発売している。

## 続編
数度の頓挫と公開延期を経て、2011年に『遊星からの物体X ファーストコンタクト』が公開された。
内容は、1951年、1982年作品のリメイクではなく、ノルウェー隊が3日前に円盤を発見し、「物体」の蘇生と隊の全滅、生き残った隊員が犬に姿を変えて逃げ出した「物体」をヘリコプターで追跡するまでが語られる前日譚である。共同プロデューサーは1982年版で製作総指揮を務めたローレンス・ターマン。オランダのCFディレクターで劇映画は初監督となるマティス・ヴァン・ヘイニンゲン・ジュニアがメガホンを取り、ジョエル・エドガートンやウルリク・トムセンといった男性隊員役に加えて女性もメアリー・エリザベス・ウィンステッドとキム・バッブスの2名が出演している。1982年版で犬の効果を担当したウィンストンのもとで『エイリアン2』などに携わったアレック・ギリスとトム・ウッドラフ・ジュニア率いるアマルガメイテッド・ダイナミクスが、「物体」の造形・操演を手掛けた。音楽は『エイリアン』のジェリー・ゴールドスミスに師事したマルコ・ベルトラミが1980年代を意識したオリジナル楽曲を提供しているが、終盤にはモリコーネによる1982年版のエンディング曲が使用されている。
82年版のタイトルロゴは51年版をほぼそのまま用いているが、本作ではカイル・クーパーが氷の棺をモチーフにタイトルロゴを新たに製作した。エンディングではクーパーと同じPrologueのヘンリー・ホブソン（2015年には映画『マギー』を監督）と、マニジャ・エムランがデザインを担当。カーペンターが80年代に監督作の多くでスタッフ・キャスト名表記に用いたAlbertusフォントを元に新しいフォントを開発し、メインスタッフと出演者の表記を行っている。
1982年版でモンスター製作を手掛けたロブ・ボッティンは、撮影にほとんど常時立ち会ってモンスタープロップの調整にあたり、プロップをゼラチンと血糊で覆ったり、焦点を外して撮影したり、逆光で映させるなど照明を暗くすることで、作り物に映ることを避け、脚本にも「物体の浸潤には寄生主と暗中の接触が必要」という設定を盛り込ませていたが、今作ではアニマトロニクスやカーペンター監督が使用を避けたモンスタースーツといった1982年当時も使用可能だった古典的なSFXテクニックを、CGIプロダクションのイメージエンジンによるデジタル加工でスケールアップする手法（背景やプロップの色彩調整はもちろん、プロップを直接炎上させていた1982年版と異なり、炎を任意の演出規模で後付けできる）を採用しており、製作上の制約が減ったために一部の設定が撤回されている。その代わり、同化時にピアスや歯の詰め物など体内の無機物は複製できずに排出されるという設定が盛り込まれた。
日本ではなかなか配給が決まらずインターネット上では『遊星からの物体X ビギニング』という仮題で呼ばれていたが、本国でDVD/BDが発売された後の2012年8月4日に上記題名で小規模ながら公開が始まり、日本版DVD/BDが2013年1月9日に発売された後も限定的に上映が続いた。

## その他
- ノルウェー基地から逃げ出し、「物体」に変貌する犬を演じたハスキー犬の「ジェド」は、後に『ホワイトファング』等に出演している。
- ノルウェー隊員はノーバート・ウェイサーとアソシエイト・プロデューサーのラリー・J・フランコによって演じられた。しかし、フランコは事前にノルウェー語の演技指導を受けなかったため、劇中ではアドリブで意味のない言葉を喋っている。吹替版ではノルウェー隊員の声も独自の台詞をつけて吹き替えられた（声優はコッパー役の宮川洋一が兼任）。
- コッパーが「物体」に両腕を食いちぎられるシーンは、ジョー・キャロンという両腕のない役者に、コッパー役のリチャードの顔に似せた特殊マスクを着けさせて撮影した。
- 顔の無い（顔から光が放たれる）人物をモチーフにしたポスターは、ドリュー・ストルーザンによるもの。本作同様異世界からのモンスター襲来を描く2007年の映画『ミスト』では、主人公の部屋に本作のポスターが飾られており、登場人物によっても本作が言及されている。
- ピーター・ワッツの短編集『巨星』の中に『遊星からの物体Ｘの回想』が収録されている。物体Ｘは高度な知能を持っており、その物体Ｘ側からの視点で書かれた物語である。
- 本作の主な舞台となる南極基地の名称「前哨基地31（Outpost 31）」の要素を踏まえ、2019年公開のハリウッドによるゴジラ映画『ゴジラ キング・オブ・モンスターズ』での劇中の舞台の一つである同南極にて、「前哨基地32（Outpost 32）」という名称の基地が登場している。これに関しては監督のマイケル・ドハティ曰く、オマージュとの事[15]。